# Onanay
Onanay (en Hispanoamérica: El amor más grande) es una serie de televisión filipina transmitida por GMA Network desde el 6 de agosto de 2018 hasta el 15 de marzo de 2019. 
Está protagonizada por Jo Berry junto a Mikee Quintos y Kate Valdez, con las participaciones antagónicas de Cherie Gil, Vaness Del Moral y Marco Alcaraz. Cuenta además con las actuación estelares de Wendel Ramos, Erico Cuenca y de la gran actriz Nora Aunor.

## Sinopsis
Las hermanas Maila y Natalie tienen un enfoque diferente hacia su madre, Onay, que tiene acondroplasia. Maila es una hija agradable y atenta, mientras que Natalie es arrogante y desobediente. Además de su educación diferente, también tienen un padre diferente.

## Elenco

### Elenco principal
- Jo Berry como Ronalyn "Onay" Matayog-Samonte
- Mikee Quintos como Maila M. Samonte
- Kate Valdez como Natalie Montenegro / Rosemary M. Montenegro
- Cherie Gil como Helena Sanchez-Montenegro
- Nora Aunor como Cornelia "Nelia" Dimagiba-Matayog
- Wendell Ramos como Lucas Samonte
- Rochelle Pangilinan como Sally del Mundo
- Vaness del Moral como Imelda Pascual
- Enrico Cuenca como Oliver Pascual
- Gardo Versoza como Dante Dimagiba

### Elenco de invitados
- Adrian Alandy como Elvin Montenegro Sanchez
- JC Tiuseco como Ronald
- Gilleth Sandico como Soleng
- Rein Adriano como Malia
- Princess Aguilar como Natalie / Rosemary
- Eunice Lagusad como Kiana
- Marina Benipayo como Agatha Ocampo
- James Teng como James
- Jenzel Angeles como Louise Ocampo
- Liezel Lopez como Wendy
- Ayeesha Cervantes como Danica
- Sofia Pablo como Gracie Pascual Samonte
- Marnie Lapus como Metring
- Pekto como Hector
- Marco Alcaraz como Vincent "Vince" Delgado
- Neil Ryan Sese como Emmanuel "Emman" Cruz
- Kier Legaspi como Joel
- Janna Victoria como Madel Cruz
- James Blanco como Mark
- Dominic Roco como Castro
- Shermaine Santiago como Marie Chu
- Angel Guardian como Chelsea
- Orlando Sol como Lando
- Eman John Ocampo como Budoy

## Emisión internacional
- TC Televisión (2019 / 2020)
- Color Visión (2019, 2020)
- Tele Antillas Canal 2 (2022, 2023)
- Tele Antillas Canal 2 (2022, 2023)
- ATV (2025)